# Indigo (Bartók Eszter-album)
Az Indigo Bartók Eszter második lemeze, amely 2007. november 15-én jelent meg.  Az albumon kizárólag olyan dalok hallhatók, amelyeket maga Eszter írta. Az albumról két kislemez jelent meg, méghozzá az Üvegvilág és a Repülnek a gondok című dalokból.

## Számok listája
1. "Üvegvilág"
2. "Repülnek a gondok"
3. "Kitakarva"
4. "Szívritmuszavar"
5. "Az emlékeim nélkül"
6. "Hamisan igazabb"
7. "Barátság mélyről"
8. "Aki igazán vagy"
9. "Tétova szavak"
10. "Film"
11. "Képzelt kicsi táj"
12. "Neked adnék mindent"
13. "Love Affair"
14. "Let the Song in (Félhomályból)"